# 사바구

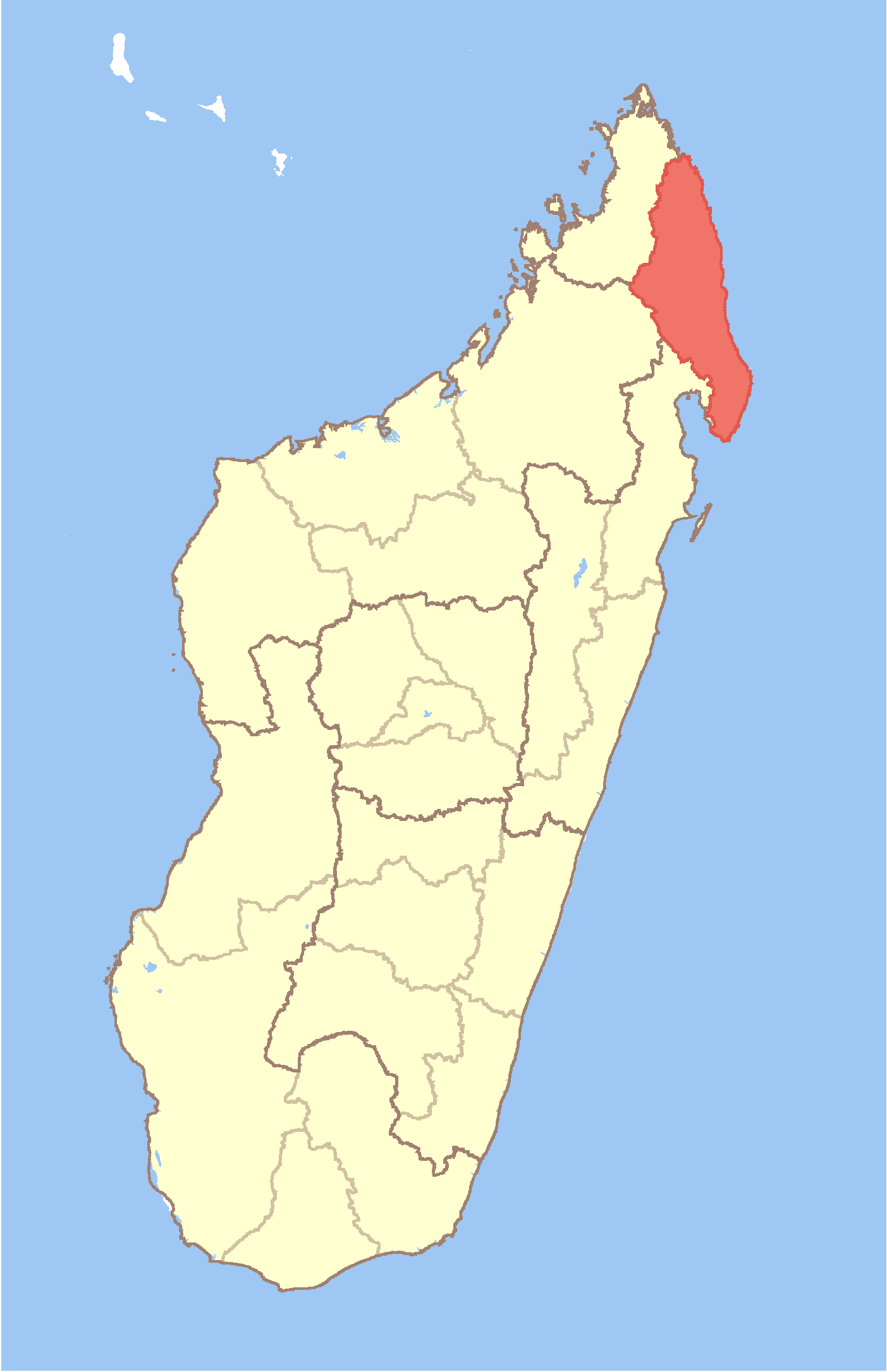
사바 구의 위치

사바구(말라가시어: Sava)는 마다가스카르 북부에 위치한 구로 행정 중심지는 삼바바이며 면적은 25,518km2, 인구는 805,300명(2004년 기준)이다. 북쪽으로는 디아나 구, 서쪽으로는 소피아 구, 남쪽으로는 아날란지로포 구와 접한다. 4개 현을 관할한다.